# یاس درختی (سرده)
یاس درختی (نام علمی: Millingtonia hortensis) نام یک گونه از تیره پیچ‌اناریان است.

## نگارخانه

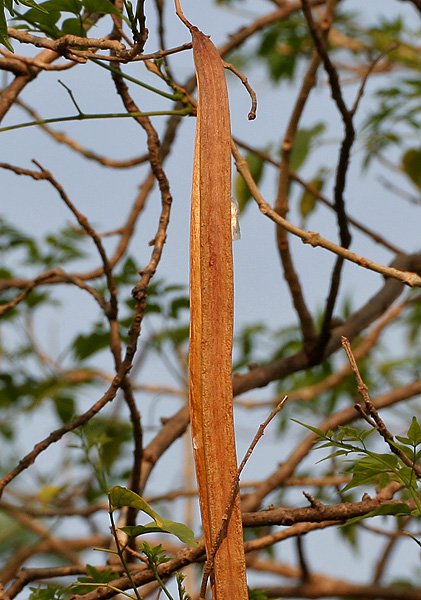
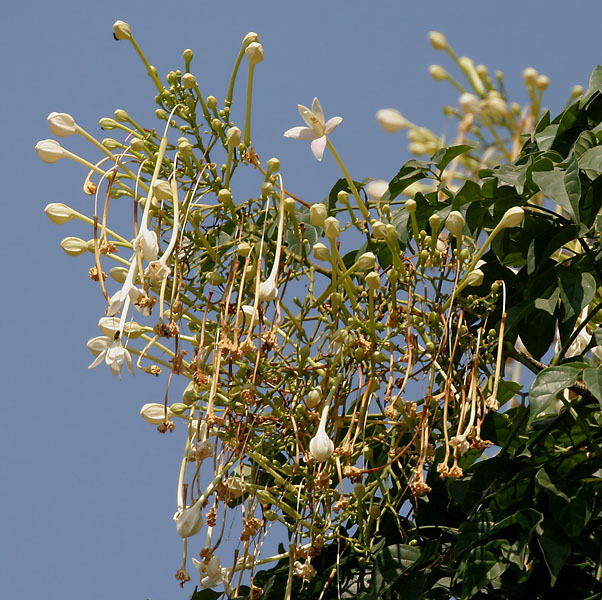
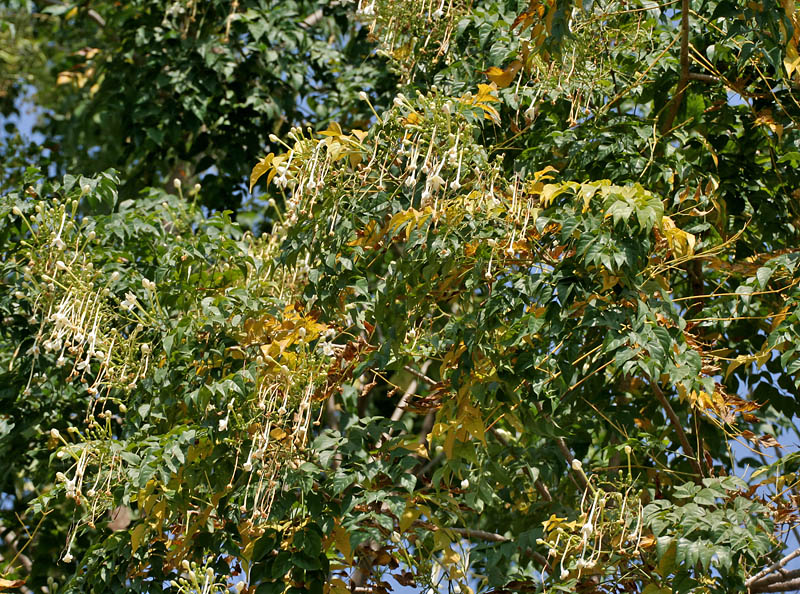
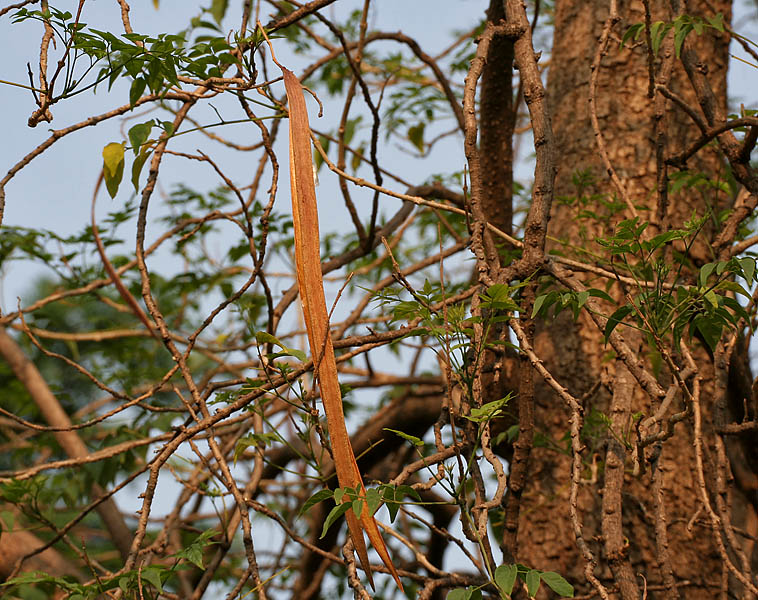